# Paul Irniger

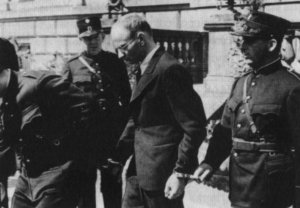
Paul Irniger während seines Prozesses in Zug, 14. Juli 1939

Paul Irniger (* 4. November 1913 in Goldau; † 25. August 1939 in Zug, heimatberechtigt in Niederrohrdorf AG) war ein verurteilter Schweizer Mörder. Er war der letzte im Kanton Zug und der vorletzte in der Schweiz nach einem zivilen Strafprozess zum Tode verurteilte und hingerichtete Mensch.

## Leben
Irnigers Mutter war wegen Betrugs und anderer Delikte mehrfach vorbestraft. Nach dem frühen Tod seines Vaters wuchs der Sechsjährige im Kinderheim Walterswil auf. Als Jugendlicher versuchte er mehrmals erfolglos, in ein Kloster einzutreten. Nach einer Anstellung als Hilfsarbeiter in Baden begann er eine Lehre zum Technischen Zeichner, die er jedoch nach einigen Monaten abbrach. Er ging nach Interlaken, wo er im Hotel Beau-Rivage Anstellung fand, dort jedoch einen kleineren Brand legte. Im Anschluss daran wurde er in die Zwangserziehungsanstalt in Aarburg eingewiesen, wo er den Beruf des Schreiners erlernte. Nach seiner Entlassung absolvierte er die Rekrutenschule in Luzern.
Am 5. Dezember 1933 fuhr Irniger mit der Bahn nach Zug und nahm dort ein Taxi in Richtung Baar. In der Nähe von Baar erschoss er den Taxifahrer und floh mit einer Beute von 60 Franken. Kurz darauf wurde er wegen Betrugs verhaftet und in die Strafanstalt Sedel in Luzern eingewiesen. Irniger gelang die Flucht; er ging nach Einsiedeln, wo er als Trappistenpater verkleidet in verschiedenen Kirchen Messen las und Beichten abnahm. Nach Aufdeckung der Hochstapelei wurde Irniger einige Monate inhaftiert; ein Zusammenhang zum Mord in Baar wurde dabei nicht erkannt.
Nach seiner Haftentlassung ging Irniger ins Tessin, wo er eine Frau kennenlernte und sich als Staubsaugerverkäufer versuchte. Daneben verübte er verschiedene Einbrüche. Am 9. August 1937 wurde er in Rapperswil verhaftet und auf den Polizeiposten gebracht. Dort erschoss er einen Polizisten und floh in Richtung Zürichsee, wobei verschiedene Anwesende ihn verfolgten. Auf der Flucht erschoss Irniger auch noch einen seiner Verfolger, wurde dann aber von der aufgebrachten Bevölkerung gestellt.
Man brachte Irniger nach St. Gallen, wo er neben den beiden in Rapperswil begangenen Tötungsdelikten auch den Mord bei Baar gestand. Er wurde vor Gericht gestellt und im April 1938 für die Morde in Rapperswil zum Tod verurteilt, jedoch vom Grossen Rat des Kantons St. Gallen zu einer lebenslangen Freiheitsstrafe begnadigt.

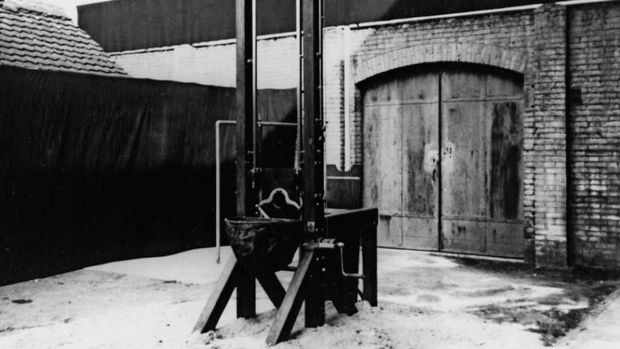
Zu Irnigers Hinrichtung aufgestellte Guillotine im Hof der Strafanstalt Zug

Da das Strafrecht in der Schweiz vor 1942 Sache der Kantone war, konnte Irniger in St. Gallen nur wegen der in diesem Kanton begangenen Verbrechen verurteilt werden. Im Prozess zum Mord von Baar wurde Irniger im Kanton Zug ebenfalls zum Tode verurteilt. Er zog die Appellation ans Obergericht selbst zurück und verzichtete auf ein Gnadengesuch, so dass das Urteil in erster Instanz rechtskräftig wurde. Irniger wurde daraufhin am 25. August 1939 in der Strafanstalt Zug mit der aus Luzern geliehenen Guillotine hingerichtet.

## Nachleben
Am 9. Juni 1983 verbot das Bundesgericht auf Antrag von Irnigers Sohn die Ausstrahlung einer Radiodokumentation zum Fall Irniger mit Hinweis auf den Persönlichkeitsschutz seiner unmittelbaren Verwandten, der durch die Verbreitung des Falls im Radio ungleich stärker beeinträchtigt würde als durch andere Formen der Veröffentlichung.
Der Kanton Zug erhielt Bewerbungsschreiben von 186 Freiwilligen, die sich als Scharfrichter meldeten. Der Psychiater Boris Pritzker führte mit 115 von ihnen ausführliche Interviews. Der aus diesen Freiwilligen ausgewählte, als Arthur X. bezeichnete anonyme Scharfrichter erkrankte später an paranoider Schizophrenie und starb 1960 in der psychiatrischen Klinik Burghölzli. Pritzkers Gespräche mit den Scharfrichterkandidaten wurden 1993 erstmals veröffentlicht. Auf der Basis der Bewerbungsschreiben und Pritzkers Interviews wurde 1998 in Zug das Theaterstück «Der letzte Henker» aufgeführt.